# Homomallium plagiangium
Homomallium plagiangium är en bladmossart som beskrevs av Brotherus 1908. Homomallium plagiangium ingår i släktet Homomallium och familjen Hypnaceae. Inga underarter finns listade i Catalogue of Life.